# Jiaqing

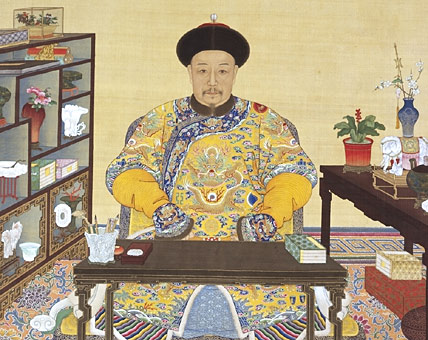
Kaiser Jiaqing

Jiaqing (chines. 嘉慶, Geburtsname: Yongyan, * 13. November 1760 in Peking; † 2. September 1820 in Jehol, heute Chengde) war seit dem 9. Februar 1796 der fünfte Kaiser der Qing-Dynastie. 

## Leben und Regierung
Yongyan war der 15. Sohn des Kaisers Qianlong. Seine Mutter war die Kaiserin Xiao Yi Chun. Qianlong hatte zuerst zwei andere Söhne als Thronfolger vorgesehen; da diese aber früh an Krankheiten starben, bestimmte er im Dezember 1773 heimlich Yongyan zu seinem Nachfolger.

### Regierungsantritt; Kampf gegen Aufstände und Piraten
Im Oktober 1795, der in sein 60. Regierungsjahr fiel, kündigte Qianlong seine Absicht an, zugunsten Yongyans zurückzutreten, da er nicht länger als sein Großvater Kangxi regieren wollte. Im Februar 1796 bestieg Yongyan als 35-Jähriger unter dem Äranamen Jiaqing den Thron. Zwar stand er nun formal an der Spitze des Staates, konnte aber dennoch zunächst nur zeremonielle Funktionen ausüben, da er bis zum Tod seines Vaters im Februar 1799 von den Regierungsgeschäften ausgeschlossen wurde. Die tatsächliche Entscheidungsgewalt lag nach wie vor bei seinem Vater und dessen korruptem Minister Heshen.
Inzwischen kam es 1795 zu einer Erhebung des nichtchinesischen Gebirgsvolks der Miao in den Provinzen Hunan und Guizhou, da das von den Miao bewohnte Land zunehmend von Han-Chinesen besiedelt und enger in die chinesische Verwaltung eingegliedert wurde. Der Aufstand wurde zwar 1797 unterdrückt, doch kam es auch noch in den nächsten Jahren im Gebiet der Miao zu Unruhen. 1796 brach nahezu gleichzeitig mit der Miao-Revolte ein von der religiösen Geheimsekte des Weißen Lotus  angestifteter Bauernaufstand in den west- und zentralchinesischen Provinzen Sichuan, Hubei und Shaanxi aus. Die Regierung unternahm regelrechte Feldzüge gegen die Aufständischen, doch Heshen und seine Clique zogen die Kampagne zwecks deren Ausnützung für egoistische Ziele absichtlich in die Länge.
Einer von Jiaqings ersten selbstständigen Entscheidungen nach dem Tod seines Vaters 1799 war die Entmachtung Heshens, dessen erzwungener Suizid und die Konfiszierung von dessen Vermögen in Höhe von 800 Millionen Silbertaels zugunsten der Staatskasse. Nun unternahm die Regierung energische Schritte zur Unterdrückung der Bauernrevolte, die aber erst 1804 vollständig niedergeworfen werden konnte und die chinesischen Finanzen schwer belastete.
Es gab außerdem noch weitere Konfliktherde. So brach 1802 in Guangdong eine ein Jahr lang währende Erhebung der Trias-Gesellschaft aus. 1806/07 kam es zu Soldatenunruhen in Shaanxi und Sichuan, 1807 zu einem Bauernaufstand in Gansu. Ab 1800 musste Jiaqing auch fast zehn Jahre lang vietnamesische und chinesische Seeräuber bekämpfen, die die Küsten der südostchinesischen Provinzen Guangdong, Fujian, Zhejiang und Jiangsu sowie jene Taiwans heimsuchten. Anhänger von Geheimgesellschaften machten oft mit den Piraten gemeinsame Sache. Lokale Beamte wiederum verfolgten die Seeräuber häufig recht nachlässig, weil sie einen Anteil an deren Beuten einzustreichen wünschten. Unter dem Piratenunwesen litten die Strandbevölkerung, die Küstenschifffahrt und der Seehandel. Erst 1809 wurden die von Wu Zhu angeführten Seeräuber nahezu gänzlich besiegt, dabei mehr als 40 Schiffe und 800 Kanonen beschlagnahmt und im nächsten Jahr ihre letzten Reste zerstreut, so dass die Unsicherheit der chinesischen Küsten wieder aufhörte.

### Wirtschaftliche Probleme; Beamtenkorruption; Verschwörungen gegen den Kaiser
Die erwähnten Unruhen lagen zum Teil in der steigenden Abgabenlast und Ausbeutung der einfachen Bevölkerung begründet. Weitere Ursachen waren u. a. die Folgen der Geldwirtschaft sowie die Auswirkungen des beträchtlichen Wachstums der Bevölkerung, deren Zahl zwischen 1802 und 1834 um 100 Millionen auf knapp über 400 Millionen Einwohner stieg. Die Produktivität der weiterhin hauptsächlich agrarisch geprägten chinesischen Wirtschaft konnte nämlich bei weitem nicht im gleichen Ausmaß erhöht werden, so dass chinesischer Kolonialismus – wie im Fall des Territoriums der Miao – nun auch auf die Erschließung neuen Ackerlands abzielte.
Jiaqing versuchte die Staatsfinanzen zu sanieren, aber weniger durch Bekämpfung der ausufernden Korruption der Beamten als durch eine Reduzierung der Ausgaben des Hofs, was manche Mitglieder der Kaiserfamilie ärgerte. Zwar konnte er mit dieser Politik gewisse Erfolge erzielen, doch wurde damit nicht die Behebung des Problems der wachsenden Ineffizienz der Regierung angegangen. Dazu litt die chinesische Wirtschaft an dem zunehmenden Abfluss von Silber, mit dem von Briten nach China eingeschmuggeltes Opium bezahlt wurde (s. u.).
Der Kaiser wurde immer unbeliebter. 1803 wurde er von einem Mob in den Straßen angegriffen. 1811 begann die Revolte der Sekte der Himmlischen Ordnung (Tianlijiao) in Henan, Shandong und Hebei. Heimliche Unterstützung fand die Sekte bei Hof und bei über die Sparpolitik Jiaqings aufgebrachten hohen Beamten. Anhänger der Sekte versuchten im September 1813 vergeblich, den Kaiserpalast in Peking zu stürmen. 1814 wurde der Aufstand schließlich auch in der Provinz niedergeschlagen.

### Beziehung zum Christentum
1807 kam der Brite Robert Morrison, der erste protestantische Missionar, nach Kanton, der auch zuerst die Bibel ins Chinesische übersetzte, und dem 1813 William Milne folgte, der mit Morrison das Anglo-Chinesische College in Malakka gründete, worin junge Chinesen und Engländer in den gegenseitigen Sprachen unterrichtet wurden. Nachdem 1810 das Predigen des Christentums verboten und 1811 Maßnahmen gegen ausländische katholische Missionare durchgeführt worden waren, untersagte der Kaiser katholischen Priestern 1815 bei Todesstrafe den Aufenthalt in China.

### Handelsbeziehungen mit Großbritannien
In Jiaqings Amtsperiode setzte Großbritannien seine Bemühungen um eine Liberalisierung der Handelsbeziehungen mit China fort. Die Britische Ostindien-Kompanie, die das Monopol des englischen Handels mit China besaß, betrieb einen schwunghaften Güteraustausch mit dem Reich der Mitte und hatte seit 1786 einen festen Stützpunkt in Kanton. Die hauptsächlichsten englischen Exportprodukte nach China waren Zinn, Blei und Baumwollstoffe. Umgekehrt führten die Engländer vor allem chinesischen Tee, daneben auch Porzellan und Seide ein, mussten dabei aber ein beträchtliches Handelsbilanzdefizit hinnehmen. Diesem begegneten sie mit einer Forcierung der illegalen Einfuhr bengalischen Opiums nach China (1810: ca. 4000 Kisten zu je 65 kg gegenüber etwa 200 Kisten 1729).
Der Kaiser erließ strenge Verbote gegen den Opiumimport. 1808 besetzten die Briten Macao, mussten aber die Stadt bald wieder räumen. Jiaqing gewährte den Engländern kein Gehör, deren Handel er in Kanton immer mehr zu hindern suchte. 1816 wurde die an den Pekinger Hof entsandte sog. Amherst-Mission von Jiaqing zurückgewiesen, wie schon 1793 die Macartney-Mission durch seinen Vater Qianlong. Doch die verhängten Opiumimportverbote blieben infolge ihrer Umgehung durch Schmuggel nahezu wirkungslos. Dieser florierte auch deshalb, weil viele chinesische Beamte daran heimlich kräftig mitverdienten. Nach der gescheiterten Amherst-Mission entschied sich die Ostindien-Kompanie zu einem weiteren Ausbau der Opiumeinfuhr nach China.
Dank des massiv gesteigerten Opiumverkaufs war der englische Handel mit China ab den frühen 1820er Jahren nicht mehr defizitär. Der Schmuggel mit dem Rauschgift bewirkte nicht nur Gesundheitsschäden bei den Süchtigen, sondern erhöhte auch die allgemeine Korruption und unterminierte die ohnehin bereits geschwächte chinesische Wirtschaft. So reagierten die Pekinger Regierung und die chinesischen Behörden zunehmend heftiger. Unter Jiazongs Nachfolger Daoguang sollte sich der Konflikt zum Ersten Opiumkrieg (1839–42) verschärfen.

### Tod und Nachfolge
Am 2. September 1820 starb Jiaqing im Alter von 59 Jahren im Sommerpalast von Chengde und wurde innerhalb der etwa 120 km südwestlich von Peking gelegenen westlichen Qing-Gräber im Changling-Mausoleum beigesetzt. Ihm folgte sein zweiter Sohn Mianning, den er von seiner Gemahlin, Kaiserin Xiao Shu Rui (1760–1797), hatte und der unter dem Namen Daoguang bis 1850 regierte.